# Amblypodia kotoshona
Amblypodia kotoshona är en fjärilsart som beskrevs av Jinhaku Sonan 1947. Amblypodia kotoshona ingår i släktet Amblypodia och familjen juvelvingar. Inga underarter finns listade i Catalogue of Life.